# 徐慶元
徐慶元（1957年2月13日—），中華民國政治人物，臺灣臺東縣人。籍貫浙江省大陳島，曾任臺東縣縣長。

## 簡介

### 1997年臺東縣縣長選舉

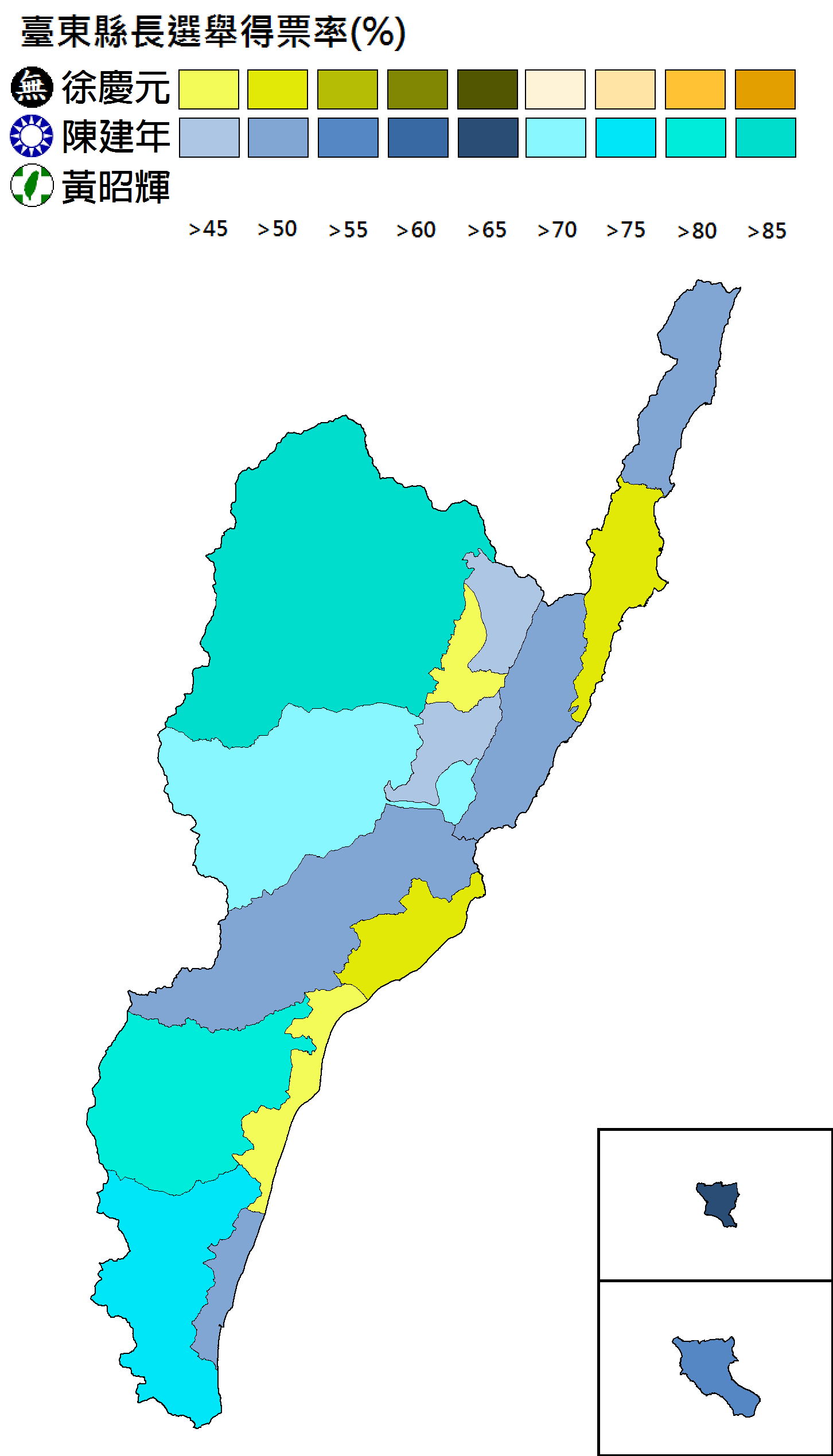
1997年臺東縣長選舉

早在1997年的，中國國民黨臺東縣黨部便因無法擺平由當時國民黨籍的省議員徐慶元與當時的縣長陳建年競選而分裂，最後徐慶元脫黨參選，雖在驚濤駭浪中小敗給陳，但也證明他的確有當縣長的實力。

### 2001年臺東縣縣長選舉
2001年，已加入親民黨徐慶元擊敗代表國民黨的縣議會議長吳俊立、民進黨提名的台東市市長賴坤成，一圓擔任縣長的願望。

## 選舉紀錄
| 年度 | 選舉屆數               | 選舉區             | 所屬政黨   | 得票數 | 得票率 | 當選標記 | 備註 |
| ---- | ---------------------- | ------------------ | ---------- | ------ | ------ | -------- | ---- |
| 1994 | 第十屆台灣省議員選舉   | 台東縣省議員選舉區 | 中國國民黨 | 36,078 | 46.88% |          |      |
| 1997 | 第十三屆台東縣縣長選舉 | 台東縣             | 無黨籍     | 47,340 | 46.63% |          |      |
| 1998 | 第四屆立法委員選舉     | 臺東縣選舉區       | 民主聯盟   | 31,913 | 42.45% |          |      |
| 2001 | 第十四屆台東縣縣長選舉 | 台東縣             | 親民黨     | 44,084 | 44.30% |          |      |

## 台東縣長任內
此後，徐慶元以各種顯著的舉動，如任用民主進步黨籍的副縣長劉櫂豪，甚至進一步退出親民黨，支持民進黨的候選人，並聲稱這是為台東爭取更多資源而作出的改變，即「台東優先，政黨放一邊」。然而在部份人士眼裡，此舉被視為是種對陳水扁總統下的中央政府不擇手段的效忠，但也有人認為這是他對親民黨與國民黨合組聯盟後對此厭惡的實際表達，因為他也曾說過如果國親合併將會回復無黨籍之身。不管如何，在台東長期支持國民黨的政治生態圈中，此位一再轉變政治立場與政黨的縣長可謂異數。

## 外部連結
- 立法院 （页面存档备份，存于）

| 中華民國政府職務 | 中華民國政府職務                                   | 中華民國政府職務 |
| ---------------- | -------------------------------------------------- | ---------------- |
| 台東縣政府       |                                                    |                  |
| 前任： 陳建年    | 台東縣縣長 第十四屆 2001年12月20日－2005年12月20日 | 繼任： 吳俊立    |